# Mitsubishi Starion

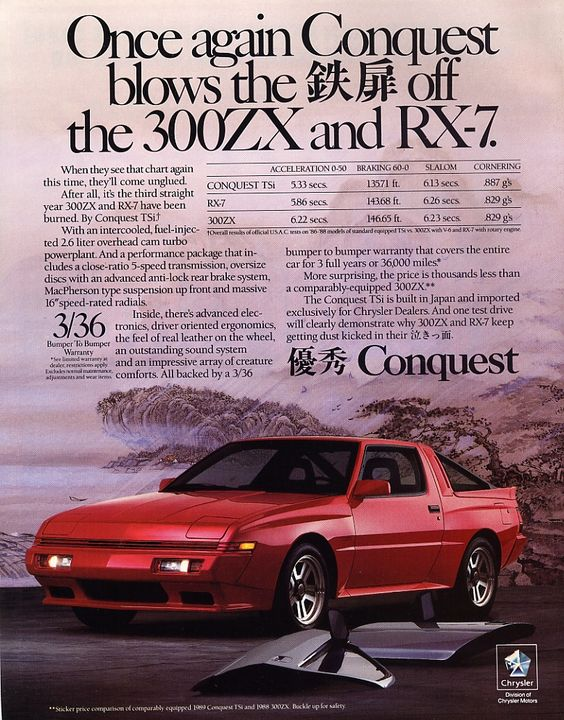
Extrait du magazine GEO. Elle est ici présentée pour le marché américain. Elle arborera le nom de Conquest.

La Starion est une voiture de sport du constructeur automobile japonais Mitsubishi produite dans les années 1980. Le véhicule est équipé d'un moteur thermique à pistons d'une cylindrée de 2.0 L à 2.6 L avec turbo développant une puissance de 160 ch à 200 ch. 
La version 2.0 L (4G63T) dispose d'un bloc en fonte, d'une culasse et de pistons en alliage d'aluminium mais d'un vilebrequin et bielles forgées. À partir de 1985, elle est équipée d'un turbo avec intercooler et voit sa puissance gagner 10 ch soit 180 ch au lieu de 170 ch pour la version sans intercooler.
Mitsubishi lance la campagne publicitaire de la Starion en 1983.
La Starion a été commercialisée aux États-Unis sous licence Mitsubishi par Dodge, Plymouth et Chrysler sous le nom de Conquest. Au Royaume-Uni, elle porte le nom de Colt Starion.
Elle est fabriquée en deux modèles de carrosserie : Narrowbody et Widebody. La version Widebody a des dimensions plus imposante que la version Narrowbody, cependant la version Narrowbody a un moteur de 1 997 cm3.

## Historique Rally
Le groupe Mitsubishi va alors confier la tâche de créer un véhicule de rallye à Andrew Cowan.
La version Rally sera alors dotée de 350 chevaux, ainsi que de 4 roues motrices, le différentiel sera alors emprunté au Mitsubishi Pajero. La voiture subira une légère retouche au niveau de la calandre avant, où les phares lift-up viendront à disparaitre pour être remplacés par une calandre 4 phares.
La partie mécanique est quant à elle revue, dotée de 3 injecteurs par cylindre, dont deux qui s'activent quand le moteur atteint les 2 500 tr/min.
| Compétition                       | Année | Classement                          | Pilote                          |
| --------------------------------- | ----- | ----------------------------------- | ------------------------------- |
| Milles Piste Rally                | 1984  | Non éligible pour résultats globaux | Lampi Lasse - Kuukkala Pentti   |
| Dubai International Rally 1984    | 1984  | 3e place                            | Omar M. Malik                   |
| Hong Kong-Beijing Rally           | 1986  | 7e place                            | Chau Danny Stacy                |
| Hong Kong-Beijing Rally           | 1986  | 2e Place                            | Lu Ningjun - Yunxiang Zhao      |
| Rallye de Portugal Vinho do Porto | 1988  | Moteur cassé                        | Hopf Marc - Thul Peter          |
| Rally Islas Canarias              | 1988  | 5e place                            | Rivero José Luis - Cruz Juan J. |

## Présence en jeu vidéo
Elle sera présentée dans Gran Turismo 4 et 5 dans sa forme "Rally", puis dans Forza Motorsport 4, Forza Horizon 4 et 5 ou elle sera alors entièrement réglable par les joueurs.
| Jeux               | Marque     | Modèle        | Annee |
| ------------------ | ---------- | ------------- | ----- |
| Gran Turismo 4     | Mitsubishi | 4WD Rally car | 1984  |
| Gran Turismo 5     | Mitsubishi | 4WD Rally Car | 1984  |
| Forza Motorsport 4 | Mitsubishi | ESI-R         | 1988  |